# جوزفين هيل
جوزفين هيل (بالإنجليزية: Josephine Hill)‏ هي ممثلة أمريكية، ولدت في 3 أكتوبر 1899 بسان فرانسيسكو في الولايات المتحدة، وتوفيت في 17 ديسمبر 1989 في الولايات المتحدة.

## وصلات خارجية
- جوزفين هيل على موقع IMDb (الإنجليزية)
- جوزفين هيل على موقع IMDb (الإنجليزية)
- جوزفين هيل على موقع أول موفي (الإنجليزية)
- جوزفين هيل على موقع قاعدة بيانات الفيلم (الإنجليزية)
- جوزفين هيل على موقع كينوبويسك (الروسية)